# Hanušovice
Hanušovice (en allemand : Hannsdorf) est une ville du district de Šumperk, dans la région d'Olomouc, en Tchéquie. Sa population s'élevait à 2 889 habitants en 2025.

## Géographie
Hanušovice se trouve à 12 km au nord-nord-ouest de Šumperk, à 59 km au nord-nord-ouest d'Olomouc et à 179 km à l'est de Prague.
La commune est limitée par Staré Město au nord, par Jindřichov et Velké Losiny à l'est, par Kopřivná au sud, et par Bohdíkov et Malá Morava à l'ouest.

## Histoire
La localité est mentionnée pour la première fois en 1325, sous le nom de Joannis villa.
Pendant la Seconde Guerre mondiale, un camp de prisonniers de guerre est construit ainsi qu'un camp satellite du camp de concentration de Gross-Rosen. Deux cent cinquante Juifs polonais sont contraints au travail forcé dans la filature de la ville.

## Administration
La commune se compose de cinq sections :
- Hanušovice
- Hynčice nad Moravou
- Potůčník
- Vysoké Žibřidovice
- Žleb (Waltersdorf en allemand)

## Économie
La brasserie Pivovar Holba, a.s. est établie à Hanušovice depuis 1874. Elle produit de la bière de marque Holba. C'est l'une des dix principales brasseries de la Tchéquie.

## Transports
Par la route, Jindřichov se trouve à 6 km de Hanušovice, à 22 km de Šumperk, à 80 km d'Olomouc et à 214 km de Prague.

## Jumelage
- Nitrianske Pravno (Slovaquie)

## Personnalités
- Franz Willy Neugebauer (1904-1975), trompettiste allemand, est né à Waltersdorf.